# Rolf Marschalek
Rolf Marschalek (* 23. Dezember 1960 in Heidenheim/Brenz) ist ein deutscher Molekularbiologe. Er ist seit 2000 Professor für Pharmazeutische Biologie an der Johann Wolfgang Goethe-Universität Frankfurt am Main. Seine Fachgebiete sind Biochemie, Molekularbiologie, Genetik und Immunologie.

## Leben
Von 1980 bis 1986 studierte er Biologie (mit Schwerpunkt Biochemie) an der Friedrich-Alexander-Universität in Erlangen/Nürnberg. Nach seiner Promotion in Biochemie (1989) begann er, sich mit retromobilen Elementen in Dictyostelium discoideum zu beschäftigen. Dabei wurde ein neues retromobiles Element, DRE (heute TRE5-A), entdeckt und dieses zusammen mit einem weiteren Element, Tdd-3, genomisch charakterisiert.
Von 1992 bis 1999 war er Assistenzprofessor für Genetik an der Friedrich-Alexander-Universität (FAU) in Erlangen, wo er an den molekularen Grundlagen von akuten Leukämien forschte. Hier widmete er sich einer besonderen Gruppe von Säuglingsleukämien, die durch chromosomale Translokationen entstehen. Schwerpunkt seiner Forschung war das „MLL“-Gen („HRX“, „ALL-1“, „HTRX“). Dieses Gen liegt auf Chromosom 11q23 und wird heute als „KMT2A“ bezeichnet. An diesem Gen und seinen verschiedenen Translokations-Varianten arbeitet er seit 1992 bis heute.
Im Jahr 2000 erhielt er Berufungen für Lehraufträge nach Hamburg und Frankfurt/Main. Er entschied sich, den Ruf zum Professor für Pharmazeutische Biologie an die Johann Wolfgang Goethe-Universität in Frankfurt am Main anzunehmen.
Im Jahr 2004 gründete er das „Diagnostic Center for Acute Leukemia (DCAL)“. Etwa die Hälfte aller bis heute 94 verschiedenen chromosomalen Translokationen des KMT2A Gens wurden am DCAL entdeckt und erstmals beschrieben. Diese KMT2A-Translokationen verursachen akute Leukämien (ALL oder AML). Spezifische Translokation findet man bevorzugt bei Säuglingen, Kindern oder Erwachsenen. Das Frankfurter DCAL arbeitet mit allen weltweit wichtigen Leukämiezentren und Leukämiestudiengruppen zusammen.
Er war von 2001 bis 2011 Projektleiter im Rahmen des BMBF-geförderten „Genom-Netzwerkes“, von 2005 bis 2011 Sprecher der Forschergruppe „Pathomolekulare Genprodukte und ihre Wirkmechanismen“ (finanziert von der Deutschen Krebshilfe) und ist seit 2007 Projektleiter innerhalb der Frankfurter Exzellenz-Initiative „CEF Makromolekulare Komplexe“.

## Stipendien
- 1990–1992 Postdoktoranden-Stipendium der DFG
- 1991 DFG Kurzzeit-Stipendium (3 Monate in Sydney, Australien)

## Wissenschaftliche Auszeichnungen und Preise
- 1995 Verleihung des Ria Freifrau von Fritsch Forschungspreises zum Thema
- 1995 “Mechanismen der Leukämie-Entstehung bei akuten lymphoblastischen Leukämien mit der chromo¬somalen Translokation t(4;11)”
- 1999 Poster Award auf dem Kongress Acute Leukemias VIII, Münster
- 1999 Emmy Noether Habilitationspreis der FAU Erlangen-Nürnberg
- 2004 1. Posterpreis auf dem Bi-annual Leukemia Meeting, Celle
- 2008 Posterpreis auf dem 48th Annual Scientific Meeting of the British Society for Haematology, Glasgow, UK
- 2009 Wissenschaftlicher Preis der Rhein-Main-Arbeitsgemeinschaft für Gastroenterologie für das publizierte Manuskript „Meyer C, Brieger A, Plotz G, Weber N, Passmann S, Dingermann T, Zeuzem S, Trojan J, Marschalek R. An Interstitial Deletion at 3p21.3 Results in the Genetic Fusion of MLH1 and ITGA9 in a Lynch Syndrome Family. Clin Cancer Res. 15, 762-769.“
- 2010 Gastprofessor an der Universität Cagliari, Italien: Sept 19-29.
- 2018–2023 Reinhart Koselleck-Preisträger der DFG (1,5 Mio. Euro grant)

## Aufgaben und Ehrungen
- 2001–2013 Direktor Institut Pharmazeutische Biologie
- seit 2003 Direktorium von ZAFES (www.zafes.de)
- seit 2004 Direktor des DCAL (http://web.uni-frankfurt.de/fb14/dcal/)
- seit 2005 Direktorium in der Graduiertenschule FIRST (www.first-gradschool.de/)
- seit 2007 Aufsichtsrat der Tumorbank für pädiatrische Tumore
- seit 2011 Editor von „AMERICAN JOURNAL OF BLOOD RESEARCH“

## Publikationen
- Rolf Marschalek im Katalog der Deutschen Nationalbibliothek
- Rolf Marschalek im Katalog PubMed